# Беренсон, Мариса
Витто́рия Мари́са Скиапаре́лли Бе́ренсон (англ. Vittoria Marisa Schiaparelli Berenson; род. 15 февраля 1947, Нью-Йорк, США) — американская актриса и фотомодель.

## Биография
Мариса — старшая дочь Роберта Л. Беренсона (англ. Robert L. Berenson), американского дипломата, затем чиновника в морском пароходстве (по происхождению литовского еврея), и «Гого» Скиапарелли (англ. Gogo Schiaparelli) — урождённой графини Марии Луизы Ивонн Радха де Вендт де Керлор (нем.-фр. Maria Luisa Yvonne Radha de Wendt de Kerlor), известной в 1940-х годах светской львицы смешанного итало-швейцарско-франко-египетского происхождения. Бабушка Марисы по материнской линии — выдающийся модельер Эльза Скиапарелли, дед — известный теософ и медиум граф Вильгельм де Вендт де Керлор (нем.-фр. Wilhelm de Wendt de Kerlor). Двоюродные прадеды Марисы — первооткрыватель марсианских каналов итальянский астроном Джованни Скиапарелли и крупнейший американский художественный критик Бернард Беренсон; двоюродная прабабушка — сестра Бернарда Беренсона, спортивный педагог, учредительница правил женского баскетбола Сенда Беренсон (одна из двух первых женщин, включённых в американский Зал славы баскетбола). Младшая сестра Марисы, Беринтия «Берри» Беренсон (по мужу Перкинс) — актриса, фотомодель, фотограф, жена американского актёра Энтони Перкинса, мать актёра Оза Перкинса и музыканта Элвиса Перкинса.
С с начала 1960-х годов, сделав успешную карьеру манекенщицы, Беренсон стала регулярно появляться на обложках известных глянцевых, модных и новостных журналов: Newsweek, Time, People, Harper’s Bazaar, Vogue, Stern и других. За любовь Марисы к богемному времяпрепровождению, многолюдным парти и выступлениям на сценах ночных клубов журналисты прозвали её «Королевой Сцены» (англ. The Queen of the Scene), а Ив Сен-Лоран, считавший Беренсон идеальной выразительницей настроений и носительницей повадок десятилетия — «Девушкой Семидесятых» (англ. The Girl of the Seventies).
В 1967 году Мариса Беренсон дебютировала в кино (в американском телесериале «Коронет Блю»); затем, после трёхлетнего перерыва, за неполных четыре года (1971—1975) снялась в трёх классических экранизациях 1970-х годов — «Смерть в Венеции» Лукино Висконти (1971), «Кабаре» Боба Фосса (1972) и «Барри Линдон» Стэнли Кубрика (1975). Роль Натальи Ландауэр, изысканно-простодушной наследницы богатого еврейского торговца, живущей в Берлине в эпоху установления нацистской диктатуры и первых еврейских погромов («Кабаре»), принесла Марисе Беренсон премию Национального совета кинокритиков США за 1972 год в категории «лучшая актриса второго плана». Однако наиболее известная и популярная у зрителей роль Беренсон — «трагическая красавица» леди Линдон из «Барри Линдона» — была встречена рецензентами, не желавшими признавать серьёзные актёрские способности за слишком успешной фотомоделью, несправедливо холодно. Общее отношение профессиональных критиков к выбору Марисы Беренсон на роль леди Линдон подытожил Винсент Кэнби из The New York Times: «Мариса Беренсон идеально подходит к своим костюмам и парикам».
Сама Мариса Беренсон вспоминала о своей работе с Кубриком:

Он очень мне нравился. Постоянно отпускал суховатые шуточки. Принято думать, что Стэнли был прямо-таки ужасным и невозможным в общении человеком, однако это совсем не так. Он был перфекционистом — но все великие режиссёры, с которыми я работала, были перфекционистами. Нельзя не быть перфекционистом, если снимаешь выдающееся кино.
Впоследствии Беренсон снялась в ряде других фильмов (в основном европейского производства), в нескольких американских телефильмах, — в частности, в драме на тему Холокоста «Выиграть время» (1980) — а также в качестве приглашённой ведущей в одном из эпизодов третьего сезона «Маппет-шоу» (1978).

## Личная жизнь
В начале 1970-х годов Беренсон встречалась с бароном Давидом Рене де Ротшильдом — младшим сыном и будущим наследником барона Ги де Ротшильда, главы банкирской династии Ротшильдов. Тем не менее, первым мужем Марисы стал заклёпочный фабрикант Джеймс Рэндалл (англ. James Randall). Супружеский союз, заключённый в 1976 году в Беверли-Хиллз, оказался непрочным и был расторгнут полтора года спустя. От этого брака в 1977 году у Марисы родилась дочь — Старлайт Мелоди Рэндалл (англ. Starlite Melody Randall).
В 1982 году Беренсон вышла замуж во второй раз — за адвоката Аарона Ричарда Голуба (англ. Aaron Richard Golub). Новый брак также не был счастливым; супруги развелись в 1987 году. В постановлении судьи по делу о бракоразводном процессе, среди прочего, утверждалось, что «постоянно возраставшая [в период супружеской жизни] стоимость актёрской и модельной карьеры миз Беренсон является совместным имуществом супругов» — и как таковая подлежит учёту во всех будущих договорах о разделе имущества.
11 сентября 2001 года младшая и единственная сестра Марисы Беринтия «Берри» Перкинс (вдова актёра Энтони Перкинса), летевшая рейсом 11 American Airlines, погибла во время первой террористической атаки на Всемирный торговый центр в Нью-Йорке. По случайному совпадению в это же время Мариса сама летела из Парижа в Нью-Йорк. В интервью телерадиосети CBS она рассказала о том, что́ почувствовала, когда несколько часов спустя её самолёт вынужденно приземлился на Ньюфаундленде, после чего ей позвонила дочь и сообщила о гибели сестры.

У меня есть надежда и огромная вера. Наверное, только так можно пережить… пережить трагедии. Если у тебя есть вера.

## Фильмография
| Год       |    | Русское название                      | Оригинальное название                 | Роль                |
| --------- | -- | ------------------------------------- | ------------------------------------- | ------------------- |
| 1967      | с  | Коронет Блю                           | Coronet Blue                          | Мэри                |
| 1971      | ф  | Смерть в Венеции                      | Morte a Venezia                       | госпожа фон Ашенбах |
| 1972      | ф  | Кабаре                                | Cabaret                               | Наталья Ландауэр    |
| 1973      | ф  | Один из способов быть женщиной        | Un modo di essere donna               | эпизод              |
| 1975      | ф  | Барри Линдон                          | Barry Lyndon                          | леди Линдон         |
| 1977      | ф  | Казанова и компания                   | Casanova & Co.                        | жена халифа         |
| 1979      | ф  | Рыбка-убийца                          | Killer Fish                           | Энн                 |
| 1980      | тф | Выиграть время                        | Playing for Time                      | Эльзвета            |
| 1980      | тф | Турист                                | Tourist                               | Мэриэн              |
| 1981      | ф  | Сукин сын                             | S.O.B.                                | Мэйвис              |
| 1983      | с  | Милый друг                            | Bel-Ami                               | Клотильда де Марель |
| 1984      | ф  | Арбалет                               | L’Arbalète                            | Арбалет             |
| 1984      | ф  | Закрывая глаза                        | La tête dans le sac                   | Вера                |
| 1984      | ф  | Тайный дневник Зигмунда Фрейда        | The Secret Diary of Sigmund Freud     | Эмма Геррманн       |
| 1985      | с  | Уравнитель                            | The Equalizer                         | Андреа Браун        |
| 1986      | с  | ABC: после школы                      | ABC Afterschool Special               | Лиз Чайлдс          |
| 1986      | ф  | Виа Монтенаполеоне                    | Via Montenapoleone                    | Франческа           |
| 1986      | с  | Грехи                                 | Sins                                  | Люба Черина         |
| 1986      | с  | Кто здесь босс?                       | Who’s the Boss?                       | Женевьева Пешер     |
| 1986      | ф  | Нетайное желание                      | Flagrant désir                        | Жанна Барнак        |
| 1987      | с  | Налево и направо                      | Lo scialo                             | Нина                |
| 1988      | с  | Война шпионов                         | Guerra di spie                        | эпизод              |
| 1988      | с  | Хемингуэй                             | Hemingway                             | Паулина Пфайффер    |
| 1989      | с  | Океан                                 | Oceano                                | Мунека Чавес        |
| 1990      | ф  | Белый охотник, чёрное сердце          | White Hunter Black Heart              | Кэй Гибсон          |
| 1990      | с  | Голубая кровь                         | Blaues Blut                           | эпизод              |
| 1990      | ф  | Ночной циклон                         | Night of the Cyclone                  | Франсуаза           |
| 1990      | тф | Приятной ночи                         | Passez une bonne nuit                 | Барбара Дженкинс    |
| 1990      | с  | Ужастики                              | Chillers                              | эпизод              |
| 1991      | тф | Дитя волков                           | L’enfant des loups                    | Радегонда           |
| 1992      | ф  | Вишнёвый сад                          | Il giardino dei ciliegi               | Шарлотта            |
| 1992      | тф | Знаменитость                          | Notorious                             | Катарина Себастьян  |
| 1992      | с  | Она написала убийство                 | Murder, She Wrote                     | Клаудиа Кэмерон     |
| 1993      | ф  | Ветры с юга                           | Venti del Sud                         | Энн де Буа          |
| 1995      | ф  | Великий белый из Ламбарена            | Le grand blanc de Lambaréné           | Хелена Швейцер      |
| 1995      | с  | Печаль Бельгии                        | Het verdriet van België               | мадам Лаура         |
| 1996      | с  | Мегрэ                                 | Maigret                               | мадам Кросби        |
| 1997      | ф  | Они                                   | Elles                                 | Хлоя                |
| 1997      | ф  | Тонка                                 | Tonka                                 | мадам Пфлаум        |
| 1998      | ф  | Богачи, красотки и так далее          | Riches, belles, etc.                  | Ализеа              |
| 1998      | тф | Отныне и навек                        | Maintenant et pour toujours           | Марианна            |
| 2000      | ф  | Возвращение к жизни                   | Retour à la vie                       | Стефани             |
| 2000      | ф  | Убийство в прайм-тайм                 | Primetime Murder                      | Марта Вертер        |
| 2000      | ф  | Фотограф                              | The Photographer                      | Джули Моррис        |
| 2001      | ф  | Лиза                                  | Lisa                                  | княгиня Марушка     |
| 2001      | ф  | Одиночка                              | Lonesome                              | Верена              |
| 2004      | тф | Неукротимая Жюли и тайны Версаля      | Julie, chevalier de Maupin            | мадам де Ментенон   |
| 2004      | с  | Комиссар Валанс                       | Commissaire Valence                   | мадам Ирен          |
| 2004      | ф  | Пипл                                  | People                                | Даниэлла            |
| 2005      | ф  | Быть Стэнли Кубриком                  | Colour Me Kubrick: A True...ish Story | Алекс Уитчелл       |
| 2005      | с  | Венера и Аполлон                      | Vénus & Apollon                       | Альбина де Брэз     |
| 2005      | ф  | Лучший день в моей жизни              | Le plus beau jour de ma vie           | Барбара             |
| 2005      | с  | Алиса Невер (Судить женщине)          | Le juge est une femme                 | Жюли де Берг        |
| 2006—2007 | с  | Мафиоза                               | Мафиоза                               | Катерина Паоли      |
| 2007      | ф  | 24 такта                              | 24 mesures                            | мать                |
| 2007      | с  | Таинственные знаки                    | Mystère                               | Ирен де Лестрад     |
| 2008      | ф  | Проголосуй и умри: Листа в президенты | Vote and Die: Liszt for President     | др. Элизабет Дайсон |
| 2009      | ф  | Киноман                               | Cinéman                               | леди Линдон         |
| 2009      | ф  | Я — это любовь                        | Io sono l’amore                       | Аллегра Рекки       |
| 2010      | ф  | Апостол                               | The Disciple                          | Мария               |
| 2010      | с  | С поличным                            | Caldo criminale                       | Лукреция            |
| 2010      | ф  | Свадьбы и другие катастрофы           | Matrimoni e altri disastri            | эпизод              |
| 2011      | ф  | Жигола                                | Gigola                                | эпизод              |
| 2013      | ф  | Как украсть бриллиант                 | The Love Punch                        | Катрин              |
| 2023      | ф  | Догмен                                | Dogman                                | аристократка        |

## Награды
Премии
- Премия Национального совета кинокритиков (США)
  - 1972 — Лучшая актриса второго плана («Кабаре», 1972)

Номинации
- Премия «Золотой глобус» (США)
  - 1973 — Лучшая актриса второго плана («Кабаре», 1972)
  - 1973 — Самая многообещающая дебютантка («Кабаре», 1972)
- Премия BAFTA (Великобритания)
  - 1973 — Лучшая актриса второго плана («Кабаре», 1972)